# Voorwaardelijke kans
Een voorwaardelijke kans of voorwaardelijke waarschijnlijkheid is de kans op een bepaalde gebeurtenis, gegeven dat een andere gebeurtenis plaatsvindt, waardoor de mogelijke uitkomsten beperkt zijn. De voorwaardelijke kans dat een gebeurtenis {\displaystyle A} plaatsvindt, gegeven dat een andere gebeurtenis {\displaystyle B} plaatsvindt, wordt genoteerd als {\displaystyle P(A|B)} en is gedefinieerd als:
{\displaystyle P(A|B)={\frac {P(A\cap B)}{P(B)}}}
met andere woorden, de verhouding van de kans dat {\displaystyle A} en {\displaystyle B} beide zijn opgetreden en de kans op {\displaystyle B} zelf. De streep in de notatie van een voorwaardelijke kans is een rechtopstaande streep, geen schuine deelstreep! In plaats van de voorwaardelijke kans op {\displaystyle A}, gegeven {\displaystyle B}, wordt ook vaak gesproken van de kans op {\displaystyle A} onder de voorwaarde {\displaystyle B}.
Het theorema van Bayes is een belangrijke toepassing van voorwaardelijke kansen.
De definitie van een voorwaardelijke verwachting komt met de definitie van voorwaardelijke kans overeen. De voorwaardelijke verwachting van een stochastische variabele, gegeven een gebeurtenis, is de verwachting van de variabele, gegeven dat die andere gebeurtenis plaatsvindt.

## Verklaring
Als bekend is dat de gebeurtenis {\displaystyle B} is opgetreden of zal optreden, is het duidelijk dat alleen gebeurtenissen die deel van {\displaystyle B} uitmaken nog een positieve voorwaardelijke kans kunnen hebben. Gebeurtenissen die buiten {\displaystyle B} liggen hebben voorwaardelijke kans 0. Verder zullen gebeurtenissen binnen {\displaystyle B} voorwaardelijke kansen hebben die onderling dezelfde verhouding hebben als de onvoorwaardelijke. Voor een willekeurige gebeurtenis {\displaystyle A} ligt alleen het deel {\displaystyle A\cap B} binnen {\displaystyle B}. Dus is er een positief getal {\displaystyle \lambda } zodanig dat voor elke gebeurtenis {\displaystyle A} geldt:
{\displaystyle P(A|B)=\lambda P(A\cap B)}
Omdat dit ook voor {\displaystyle B} geldt en er voorwaardelijk geen kans is buiten {\displaystyle B}, volgt:
{\displaystyle 1=P(B|B)=\lambda P(B)}
dus:
{\displaystyle \lambda ={\frac {1}{P(B)}}}

## Voorbeelden
Als we veronderstellen dat 50% van de Nederlandse bevolking man en 50% van de bevolking vrouw is, dan is de kans dat een willekeurig gekozen Nederlander een vrouw is 1/2. Weten we dat de gekozen persoon uit Friesland komt, dan is de (voorwaardelijke) kans dat het een vrouw is nog steeds 1/2. In Friesland is immers ook de helft van de bevolking vrouw. Anders is het vermoedelijk als we nagaan of de gekozen persoon met een zachte g spreekt. De voorwaardelijke kans op een zachte g als gegeven is dat de gekozen persoon uit Friesland komt, is veel kleiner dan de (onvoorwaardelijke) kans op een Nederlander met een zachte g. In Friesland wordt immers nauwelijks met een zachte g gesproken.
Vaak leiden voorwaardelijke kansen tot resultaten die men niet direct voor de hand vindt liggen.
Van een gezin van vier kinderen is gegeven dat er minstens drie meisjes zijn. Wat is de (voorwaardelijke) kans dat het andere kind een jongen is? Die kans is 4/5, want:
{\displaystyle P(3m+j|3m)={\frac {P(3m+j)}{P(3m)}}={\tfrac {P(jmmm\ {\text{of}}\ mjmm\ {\text{of}}\ mmjm\ {\text{of}}\ mmmj)}{P(jmmm\ {\text{of}}\ mjmm\ {\text{of}}\ mmjm\ {\text{of}}\ mmmj\ {\text{of}}\ mmmm)}}={\tfrac {4}{5}}}.
Daarin stelt bijvoorbeeld de reekst {\displaystyle mmjm} de gezinssituatie voor dat het derde kind een jongen is.
Anders gezegd, van alle gezinnen met vier kinderen van wie minstens drie meisjes, heeft 80% precies drie meisjes.